# NGC 7528
NGC 7528 је елиптична галаксија у сазвежђу Пегаз која се налази на NGC листи објеката дубоког неба.
Деклинација објекта је + 10° 13' 52" а ректасцензија 23h 14m 20,0s. Привидна величина (магнитуда) објекта NGC 7528 износи 15,1 а фотографска магнитуда 16,1.